# Іврейська династія

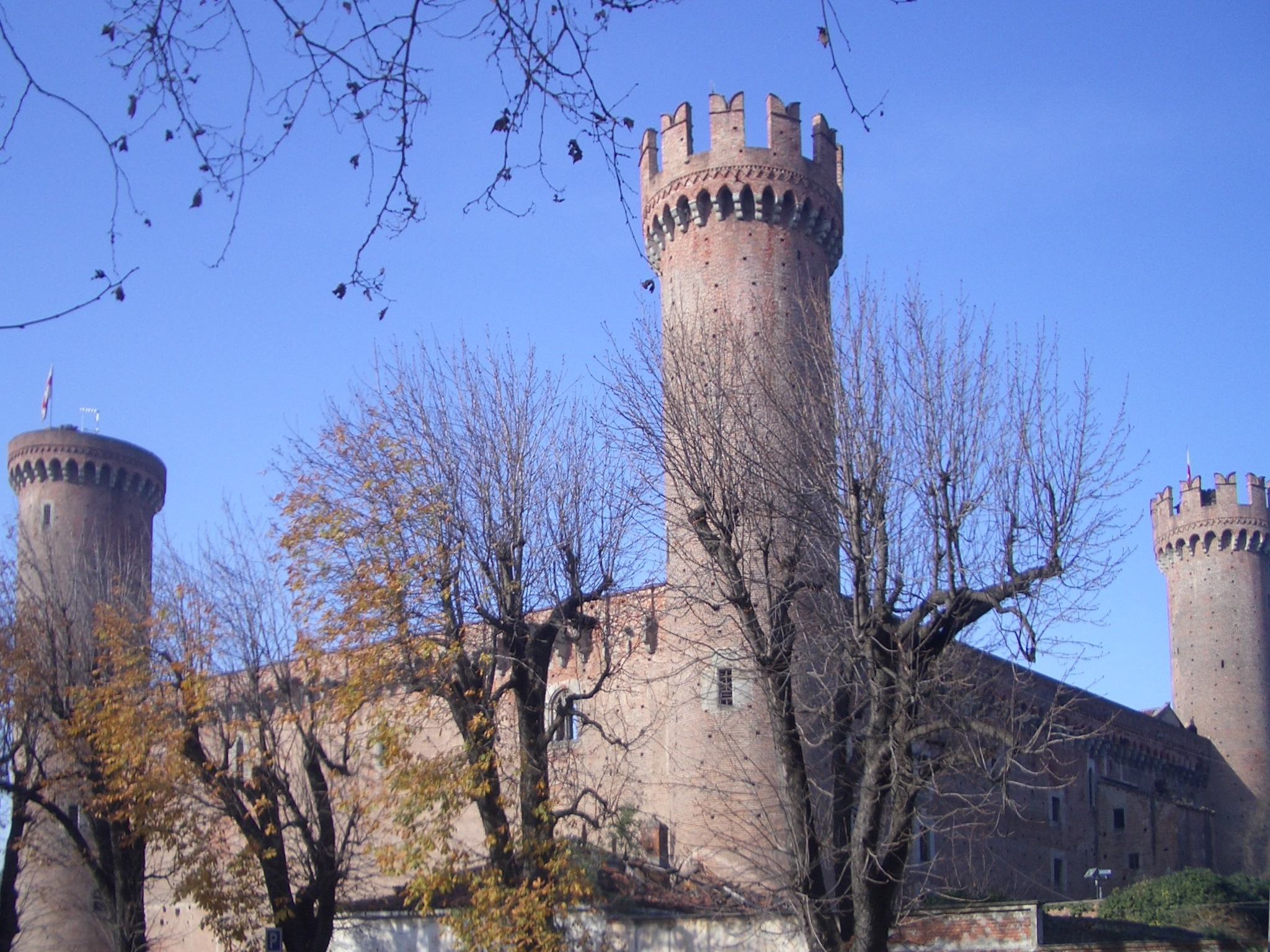
Іврейський замок, за яким отримав ім'я Іврейський дім

Іврейська династія або Анскариди — шляхетний рід, представники якого були маркграфами Іврейськими, королями Італії, графами Бургундії, королями Кастилії і Леону, а також правителями низки французьких графств (Макон, Шалон, В'єнн, Осон тощо).

## Історія

### Маркграфи Івреї
Засновником династії був Амедей (помер після 827 року), який був васалом абатства Сен-Бенін (Діжон), а за володінням Лесей — васалом єпископа Лангра. Він мав двох синів: Анскар I (помер між 1 грудня 898 й березнем 902 року) та Гі (вбитий 889 року), граф Отьє.
Після того як королем Західного Франкського королівства був обраний маркіз Нейстрії Одо Паризький, Анскар і Гі перебрались до Італії разом з Гвідо, маркграфом і герцогом Сполето, який також, але невдало висував претензії на титул короля. Вони стали відданими прибічниками Гвідо, підтримуючи його проти Беренгара Фріульського. Гі на початку 889 року загинув біля річки Треббії. Анскар 891 року отримав від Гвідо Сполетського, який до того часу вже став імператором, титул правителя щойно утвореної Іврейської марки. Під час вторгнення короля Німеччини Арнульфа в Італію, Анскар залишався на боці Гвідо, а потім його сина Ламберта. Після смерті останнього Анскар підтримав Беренгара Фріульського. Син Анскара, Адальберт I (в 923 - 924 роках), підтримав противника Беренгара — короля Нижньої Бургундії Людовика III. Після повалення останнього 905 року Адальберт був засланий до Бургундії. Згодом він разом з архієпископом Мілана Ламбертом виступив на підтримку короля Бургундії Рудольфа II. 923 року вони перемогли Беренгара при Ференцуолі. Після його смерті його спадкоємцем став Беренгар II.

### Королі Італії
Беренгар II близько 930 року одружився з племінницею тогочасного короля Італії Гуго, яка спонукнула його до змови проти дядька. Втім ту змову було викрито, і Беренгар був змушений тікати до Східного Франкського королівства. 945 року він зібрав невелике військо й переправився з ним через Альпи. Сеньйори та міста Верхньої Італії долучились до нього, й Гуго втік у Прованс, передавши Італію своєму сину Лотару, іменем якого фактично керував країною Беренгар. 950 року син Гуго помер (ймовірно від отрути), і Беренгар був коронований разом зі своїм сином Адальбертом. Щоб зміцнити свій престол, Беренгар хотів одружити сина з молодою вдовою Лотара Адельгейдою, втім вона відмовилась, за що й була ув'язнена. Захисником і, в подальшому, чоловіком Адельгейди став імператор Оттон I, який змусив Беренгара 952 року в Аугсбурзі прийняти Італію як імперський лен, до того ж без Веронської й Фріульської марок. Невдовзі, однак, Беренгар узявся за зброю, але був розбитий Людольфом, сином Оттона I, й Ломбардія з Павією були завойовані німцями. Після смерті Людольфа Беренгар знову заволодів престолом і почав керувати країною настільки жорстоко, що його піддані і папа Іван XII звернулись по допомогу та захист до Оттона. Останній 961 року здійснив похід в Італію та без жодного спротиву заволодів країною. Беренгар, урочисто позбавлений королівської гідності, замкнувся в гірській фортеці Сан-Леоне, втім, виснажений голодом, здався 964 року. Його з дружиною як полонених відправили у Бамберг, де він і помер 966 року.
Після захоплення Беренгара II його сини Адальберт, Конрад і Гвідо не склали зброю. В січні 965 року вони підбурили повстання проти Оттона. Імператор відрядив проти заколотників герцога Бурхарда Швабського. 25 червня відбулась битва на річці По, що завершилась розгромом синів Беренгара. Гвідо загинув, Адальберт і Конрад утекли. Намагаючись повернути батькову спадщину, Адальберт продовжував крутити інтриги. 968 року він звернувся по допомогу до Візантії. Імператор Никифор відрядив 8-тисячну армію, командування якою Адальберт доручив своєму брату Конраду. Втім останній перейшов на бік імператора Оттона, за що йому було подаровано Іврейське маркграфство. В результаті Адальберт був змушений вирушити до Бургундії до своєї дружини й тестя. Він помер за 3 роки в Отене, залишивши малого сина Оттона-Вільгельма.

## Генеалогія

### Маркграфи Івреї
- Амедей (помер після 827)
  - Анскар I (помер між 1 грудня 898 й березнем 902); дружина: Гізелла
    - Адальберт I (помер 17 липня 923/8 жовтня 924), маркграф Івреї (від 898/902), граф Пармський; 1-а дружина: від 898/900 Гізелла (880/885—13 червня 910/26 січня 913), дочка Беренгара Фріульського, короля Італії; 2-а дружина: від 911/914 Ірменгарда (померла після 29 лютого 932), дочка Адальберта II, маркграфа Тоскани
      - (від 1-го шлюбу) Беренгар II (бл. 900—4 серпня 966), маркграф Івреї (від 923/924), король Італії (950—962); дружина: від 930/931 Вілла (бл. 910—після 966), дочка Бозо I, маркграфа Тоскани та графа Арля
        - Адальберт II (932/936—30 квітня 971), король Італії (950—962), граф Аости; дружина: Герберга (944—11 грудня 986/991)
          - Оттон-Вільгельм (бл. 958—21 вересня 1026), 1-й граф Бургундії, родоначальник графів Бургундії
          - (?)Гізелла; чоловік: Ансельм I (помер бл. 1027), маркграф Лігурії та сеньйор Монферрату

        - Гвідо (?—25 червня 965), маркграф Івреї 957—962
        - Конрад I (Коррадо) (бл. 938—998/1001), маркграф Мілана (957—961), маркграф Івреї (від 965), герцог Сполето й Камерино; дружина: від бл. 958 Рішильда (померла після 989), дочка Ардуїна II, маркіза Турину
          - Коррадо II (нар. бл. 960), граф ді Вентимілья; дружина: Адела
            - Єлена ді Вентимілья; чоловік: Тетон ді Салуццо (помер 1084)

        - Гізелла (померла після 965), черниця
        - Герберга/Гілберга (бл. 945—986); чоловік: до серпня 961 Алерам (помер 991), маркграф Лігурії та П'ємонту, сеньйор Монферрату від 954
        - Сюзанна (бл. 945—26 січня 1003); 1-й чоловік: від бл. 968 Арнульф II (961/962—30 березня 987), граф Фландрії від 965; 2-й чоловік: від 1 квітня 988 (розлучені 992) Роберт II Побожний (17 березня 972—20 липня 1031), король Франції від 996

      - (від 2-го шлюбу) Анскар II (бл. 915—940), маркграф і герцог Сполето й Камерино від 936, родоначальник сеньйорів ді Мозеццо
      - (від 2-го шлюбу) Адальберт, граф Помбії бл. 962, родоначальник графів Помбії
      - (від ? шлюбу) дочка; чоловік: N, ломбардський шляхтич

  - Гі (вбитий 889), граф Отьє

### Графи Бургундії й Макона
- Оттон-Вільгельм (бл. 958—21 вересня 1026), граф Невера (980—989), Безансона (982—1026), Макона (982—1006), 1-й граф Бургундії від 995, претендент на Бургундське герцогство 1002—1005; 1-а дружина: від 975/980 Ірментруда (бл. 950—5 березня 1003/1004), дочка Рено, графа Русі; 2-а дружина: до 1016 Аделаїда/Бланка (бл. 1048—1026), дочка Фулька II, графа Анжуйського (всі діти від 1-го шлюбу)
  - Гі I де Макон (975/980 — бл.1004), граф де Макон; дружина: від бл. 991 Аеліс, дочка Лето II, графа де Макон
    - Оттон II де Макон (бл.995—1033/1041), граф де Макон від бл. 1004; дружина: Єлизавета де Вержі
      - Жоффруа де Макон (помер бл. 1065), граф де Макон від 1033/1041: дружина: Беатрис (померла 1072)
        - Гі II де Макон (помер 1109), граф де Макон бл. 1065—1078, від 1078 — чернець у Клюні; дружина: від 1066 Майор, можливо дочка Гарсії V, короля Наварри

      - Роберт де Макон

  - Матильда (975/980—13 листопада 1005); чоловік: від бл. 995 Ландерик де Монсо (975—28 травня 1028), граф Невера 998—1005, 1026—1028
  - Бруно, архідиякон у Лангрі
  - Герберга (бл.985—1019/1024); чоловік: від бл. 1002 Гільйом II (бл. 983 — бл. 1018), граф Провансу
  - Рено I (бл. 990 — 23 серпня 1057), граф Бургундії від 1027; дружина: до 1 вересня 1016 Адель/Юдит (бл. 1000 — після 7 липня 1037), дочка Ричарда II, герцога Нормандії
    - Гільйом I Великий (бл. 1024 — 12 листопада 1087), граф Бургундії від 1057, граф де Макон від 1078; дружина: від 1049/1057 Стефанія де Лонгві (1035 — 10 жовтня 1092), дочка Адальберта де Лонгві, герцога Верхньої Лотарингії
      - Ед (бл. 1050 — бл. 1087)
      - Рено II (бл. 1056–1097), граф де Макон від 1085, Бургундії від 1087; дружина: Регіна (померла після 1097), дочка графа Куно фон Олтігена
        - Гільйом II Німецький (убитий після 3 січня 1125), граф Бургундії від 1098, де Макон і де В'єнн від 1097; дружина: Агнес, дочка герцога Бертольда II фон Церінгена
          - Гільом III Дитя (бл. 1110—1127), граф Бургундії, де Макон і де В'єнн від 1125

      - Гільйом (помер бл. 1090)
      - Етьєн I Хоробрий (бл. 1057 — 27 травня 1102), граф де Макон від 1085, де В'єнн від 1087, титулярний граф Бургундії від 1087; дружина: від бл. 1090 Беатрис (1076 — після 1102), дочка Генріха III, графа Лувена
        - Рено III (бл. 1090 — 22 січня 1148), граф де Макон від 1102, граф Бургундії від 1127; дружина: від бл. 1144 Агата (померла після 1147), дочка Симона I, герцога Лотарингії
          - Беатрис I (бл. 1145 — 15 листопада 1184), графиня Бургундії від 1148; чоловік: від 16 червня 1156 Фрідріх I Барбаросса (1122 — 10 червня 1190), герцог Швабії (1147—1155, король Німеччини від 1152, король Італії 1154—1186, імператор Священної Римської імперії від 1155, граф Бургундії (1156—1184), король Бургундії від 1178

        - Гільйом IV (бл. 1095 — 27 вересня 1155), граф де Макон від 1102, де Осон і де В'єнн від 1127, Бургундії від 1148; дружина: Понсетта (бл. 1090 — після 1156), дочка Рено де Траве
          - Етьєн II (бл. 1122 — 21 липня 1173), граф де Осон від 1155, сеньйор Траве, родоначальник графів де Осон
          - Жерар I (бл. 1125 — 15 вересня 1184), граф де Макон і де В'єнн від 1155, родоначальник графів де Макон і де В'єнн

        - Ізабель (померла після 1125); чоловік: від бл. 1110 Гуго I (бл. 1076 — червень 1126), граф Шампані 1093—1125
        - Клеменція/Маргарита (бл. 1000—1164); чоловік: від бл. 1115 Гіг IV (1098—1142), граф д'Альбон, дофін В'єннський від 1125

      - Ірментруда (бл. 1058 — після 8 березня 1105); чоловік: від бл. 1065 Тьєррі I (1045—1105), граф Бар-ле-Дюк, де Монбельяр і де Пфірт
      - Раймунд (бл. 1070 — 13/20 вересня 1107), граф Амеруа, граф Галісії й Коїмбри від 1089; дружина: від 1090 Уррака (24 червня 1081—8 березня 1126), королева Кастилії і Леону від 1109 (були родоначальниками Бургундської королівської династії Кастилії і Леону)
      - Етьєнетта (бл. 1061—1121); чоловік: Ламбер Франсуа (помер після 1119), принц де Руйян
      - Берта (бл. 1062—1097/1098); чоловік: від 1093 Альфонсо VI Хоробрий (червень 1039 — 30 червня 1109), король Леону (1065—1067, 1072—1109), король Кастилії та Галісії від 1072, імператор Іспанії від 1077
      - Гі (бл. 1064 — 12 грудня 1124), архієпископ В'єнна (1084/1089—1119), папа Римський (Калікст II) від 2 лютого 1119
      - Сибілла (бл. 1065 — після 1103); чоловік: від 1080 Ед I Боррель (бл. 1058 — 23 березня 1103), герцог Бургундії від 1079
      - Оттон (бл. 1065—1126)
      - Гуго III (бл. 1067 — 13 вересня 1101), архієпископ Безансона від 1085
      - Гізелла (бл. 1070 — після 1133); 1-й чоловік: від бл. 1090 Гумберт II Савойський (1070 — 14 жовтня 1103), граф де Мор'єнн від 1080, маркграф Турину; 2-й чоловік: від 1105 Реньє II (помер 1135/1137), маркграф Монферрату
      - Клеменція (бл. 1071 — бл. 1133); 1-й чоловік: від бл. 1090 Роберт II (1065 — 5 жовтня 1111), граф Фландрії від 1093; 2-й чоловік: від бл. 1125 Жоффруа (Готфрід) I Бородатий (1060—1139), граф Лувена від 1095, герцог Нижньої Лотарингії від 1100

    - Гі (помер 1069), граф де Вернон і де Бріон
    - Гуго (помер після 1045)
    - Фульк

  - Агнес (бл. 995 — 9 листопада 1068); 1-й чоловік: від 1019 Вільгельм V Великий (бл. 969 — 31 січня 1030), граф Пуатьє та герцог Аквітанії від 995; 2-й чоловік: від 1 січня 1032 (розлучені 1049/1052) Жоффруа II Мартел (13 жовтня 1006 — 14 листопада 1060), граф Анжуйський

### Графи де Макон і де В'єнн

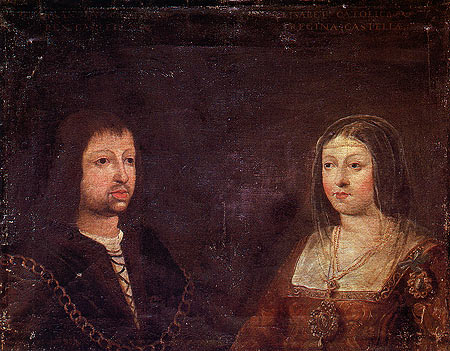
Католицькі королі — останні монархи Іврейського дому (з бічної лінії Трастамара)

Жеро I (помер 1184), граф де Макон і де В'єнн; дружина: Гіонна (Мауретта), спадкоємиця Салена, дочка Гоше III де Салена
- Гільом IV (V) (помер 1224), граф де Макон і де В'єнн; 1-а дружина: Понція де Боже, дочка Умберта III де Боже; 2-а дружина: Схоластика де Шампань (померла 1219), дочка Генріха I, графа Шампані; всі діти від 1-го шлюбу
  - Жеро II (помер бл. 1224), граф де Макон і де В'єнн; дружина: від бл. 1220 Аліса Гвіньйон де Форез (померла після 1239), дочка Гіга III, графа де Форе
    - Аліса (померла 1258/1261), графиня де Макон і де В'єнн; чоловік: від 1217/1228 Жан де Дре (1198—1239), граф де Макон і де В'єнн; після смерті Жана Аліса продала Макон і В'єнн (чи, принаймні, частину, що не належала архієпископу В'єннському) французькій короні

  - Гільйом де Макон, священик у Безансоні
  - Анрі де Макон (помер 1223), сеньйор де Монморот; дружина: Маргарита де Боже
  - Беатрис (померла після 1224), графиня де В'єнн; чоловік: до лютого 1219 Юг де Антіньї
- Гоше V де Макон (помер 1219), сеньйор де Сален; 1-а дружина: від бл. 1180 (розлучені 1195) Маго (померла 1228), дочка Аршамбо де Бурбона; 2-а дружина: від бл. 1200 Аделаїда де Дре (1189—1258), дочка Роберта II, графа де Дре
  - Маргарита (померла 1257/1259), дама де Сален (продала Сален герцогу Гуго IV Бургундському 1225); 1-й чоловік: від 1211 Гільйом де Сабран (помер 1219), граф де Форкалькьє; 2-й чоловік: від 1221 Жосеран де Бранкон
  - (незак.) Жерар, бастард де Сален, сеньйор де Лемюї 1267, родоначальник 2-го дому де Сален
- Жерар де Макон, сеньйор де Ваданс; дружина: Перретта фон Пфірт
- Етьєн де Макон (помер 1193), архієпископ Безансона
- Рено де Макон
- Беатрис де Макон (померла 8 квітня 1230); чоловік від бл. 1175 Умберто III (4 серпня 1136 — 4 березня 1189), граф Савойський
- Александрін де Макон (померла 1242); чоловік: від 1188 Олрі II де Боге (помер бл. 1220)
- Іда де Макон (померла 1224); 1-й чоловік: від бл. 1170 Умберт де Коліньї (помер 1190); 2-й чоловік: Симон II (помер 1206), герцог Лотарингії